# Burggrafschaft Friedberg
Die Burggrafschaft Friedberg war ein Territorium des Heiligen Römischen Reichs. Sie entstand im späten Mittelalter aus der Burgmannschaft der Reichsburg Friedberg in Hessen. Einzigartig innerhalb des Reiches waren das genossenschaftlich organisierte Verfassungsgebilde der Burggrafschaft und die Ausstattung mit herrschaftlichen Privilegien durch den Kaiser, die bis zu ihrer Auflösung im Jahr 1806 mehrfach bestätigt wurden. Durch die Ausbildung eines eigenen Territoriums, das neben der Kontrolle über die benachbarte Reichsstadt Friedberg und dem Freigericht Kaichen einen schmalen Landstrich in der südlichen Wetterau umfasste, kann die Burg Friedberg seit der Aufnahme in die Reichsmatrikel 1431 als einzige reichsständische Burg angesehen werden. Nach ihrem Selbstverständnis war die Kayserliche und des heiligen Reichs-Burg Friedberg, wie sie sich nannte, eine herausgehobene Einrichtung der Reichsritterschaft und direkt dem König oder Kaiser unterstellt.

## Geschichte

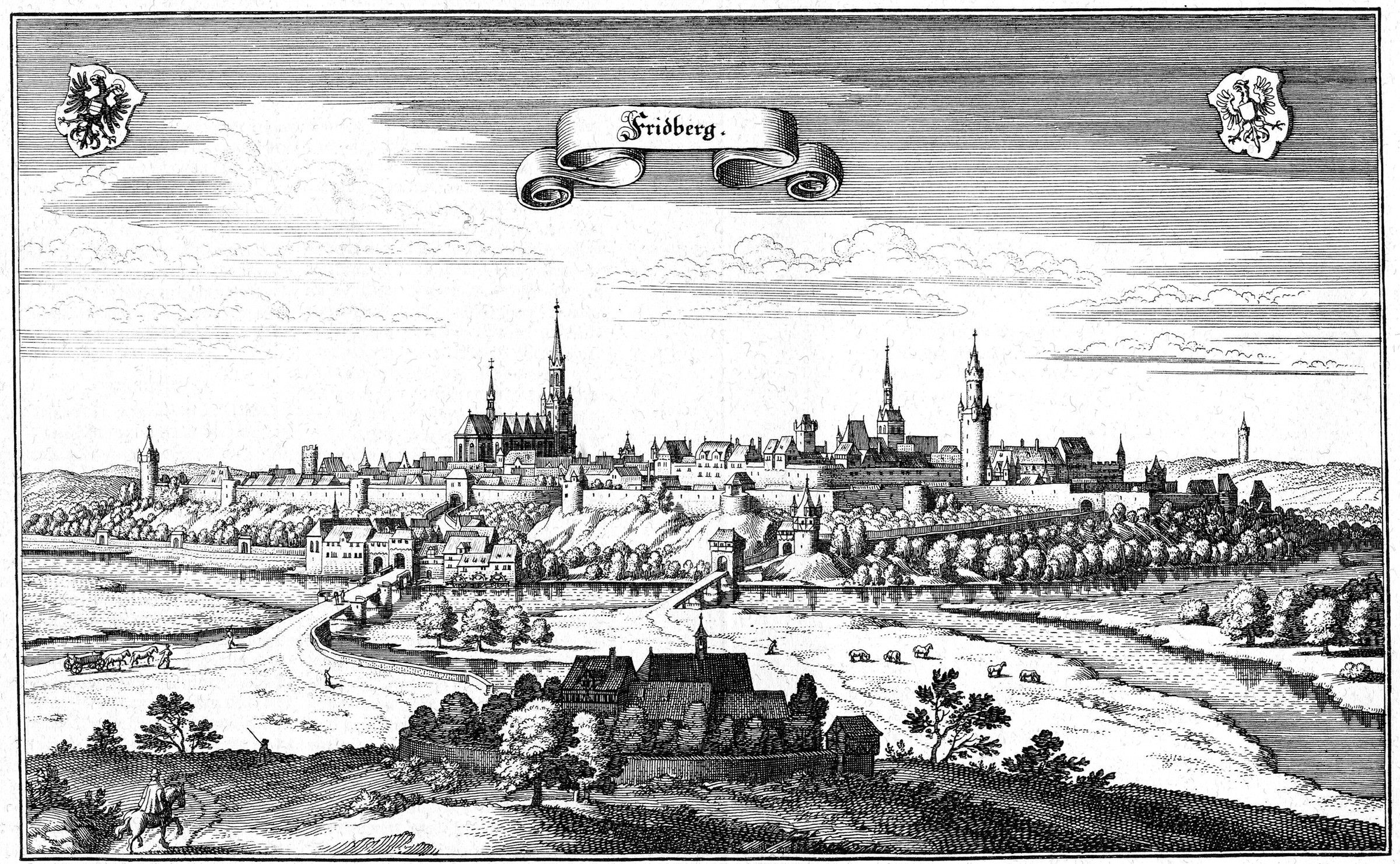
Stadt und Burg Friedberg im 17. Jahrhundert, Stich von Matthäus Merian

### Gründung und staufische Zeit
Die Burg Friedberg wurde erstmals 1217 urkundlich erwähnt, als König Friedrich II. gegenüber dem Friedberger Burggrafen Giselbert, den Burgmannen und dem Frankfurter Schultheiß bekannte, dass er Ulrich von Münzenberg die Güter zurückgab, die sein Vater und sein Bruder besessen hatten. Wahrscheinlich handelte es sich um eine planmäßige staufische Gründung, die schon einige Jahre zuvor erfolgt sein mag. Darauf deuten Reste einer romanischen Vorgängerkirche unter der Stadtkirche hin. Die Anlage von Stadt und Burg ist im Rahmen der staufischen Reichslandpolitik zu sehen. Der Ausbau der Wetterau zum staufischen Hausgut wurde nach 1171 forciert, als mit dem Aussterben der Grafen von Nürings ihre in dieser Region konzentrierten Lehen an das Reich heimfielen. Die Gründung Friedbergs hat regionale Parallelen in der Gründung und dem Ausbau der Burgen und Reichsstädte Gelnhausen und Wetzlar.

### Interregnum
In der Zeit des Interregnums (1245–1273) blieben Burg und Stadt Friedberg wie die meisten von staufischen Kaisern gegründeten Reichsstädte der Region zunächst auf staufischer Seite. Doch mit dem Aufbruch Konrads IV. nach Italien 1252 wechselte Friedberg die Seite. Erstmals sind am 17. September 1252 dort ausgestellte Urkunden des Gegenkönigs Wilhelm von Holland belegt. Der Seitenwechsel und die Beendigung des Loyalitätsverhältnisses zu den Staufern zahlten sich bereits wenige Tage später insofern aus, als Wilhelm die Burgmannen am 20. September 1252 von der Verpflichtung zur Reichsheerfahrt entband, ihnen aber eine freiwillige persönliche und finanzielle Beteiligung anheimstellte.
Weiterhin war es den Burgmannen in dieser Zeit gelungen, sich von ihrem Status als Reichsministerialen zu Niederadligen zu entwickeln, indem sie am Ende des Interregnums die volle landrechtliche Verfügungsgewalt über ihre Burglehen und damit die volle Lehnsfähigkeit besaßen. Spätere Könige konnten diesen Zustand nur noch bestätigen, um sich die Unterstützung dieser Gruppe zu sichern, was durch eine Urkunde Albrechts I. 1298 bezeugt ist. Für die Burgmannen bedeutete dies eine Standeserhöhung, da sie im genossenschaftlichen Verband reichsunmittelbar wurden.
Zuvor hatte bereits König Rudolf I. der Burg und ihren Burgmannen umfangreiche Rechte bestätigt und ihre herausgehobene Stellung privilegiert. Dies sollte entscheidenden Einfluss auf die weitere Verfassungsgeschichte der Burggrafschaft haben:
- Im Herbst 1275 förderte er den Burgdienst materiell, indem er der Burg die jährliche Steuer der Friedberger Juden in Höhe von 130 Mark Kölner Pfennige überließ. Hintergrund sind möglicherweise die Unterhaltungskosten für die außergewöhnlich große Burganlage. Vereinzelt wurde aus diesen Zuwendungen auf eine vorherige Zerstörung der Burg durch die Stadt geschlossen, was aber nicht eindeutig zu belegen ist.[10] Als ähnliche Unterstützung wurde der Burg im Jahr 1285 das in der Stadt erhobene Ungeld zugesprochen (in subsidium edificiorum et reparacionis castri nostri).[11]
- Noch bedeutender ist das Gerichtsprivileg vom 1. Mai 1287[12], das den Burgmannen als Dank für ihre treuen Dienste gewährt wurde. Damit durften sie vor keinem anderen Richter als ihrem Burggrafen, mit Ausnahme des königlichen Hofgerichts, angeklagt oder verklagt werden. Dieses Recht wurde bis in die Neuzeit von nachfolgenden Herrschern, meist im Rahmen von Generalkonfirmationen der Burgprivilegien, immer wieder bestätigt.[13] Ein eigenes Burggericht ist bereits in der ersten Hälfte des 13. Jahrhunderts wahrscheinlich.
- Die Aufrechterhaltung des genossenschaftlichen Charakters wurde 1276 durch ein Privileg unterstützt, das die Erblichkeit des Burggrafenamtes untersagte.[14]
- In einer weiteren Urkunde vom gleichen Tag verbot Rudolf die Errichtung von Burgen, Befestigungen oder festen Häusern bei Friedberg, um die räumliche Dominanz der Reichsburg zu sichern.[15]
- Rudolf gewährte den Burgmannen 1285 das Privileg, keinen Freien oder Herren ohne ihre Zustimmung in die Burgmannschaft aufzunehmen, was ein faktisches Mitspracherecht bedeutete, das sich bald zu einem Vorrecht entwickelte. Schon im 14. Jahrhundert nahm der König keinen Einfluss mehr auf die Kooptation neuer Genossenschaftsmitglieder.[15]

### Spätes Mittelalter

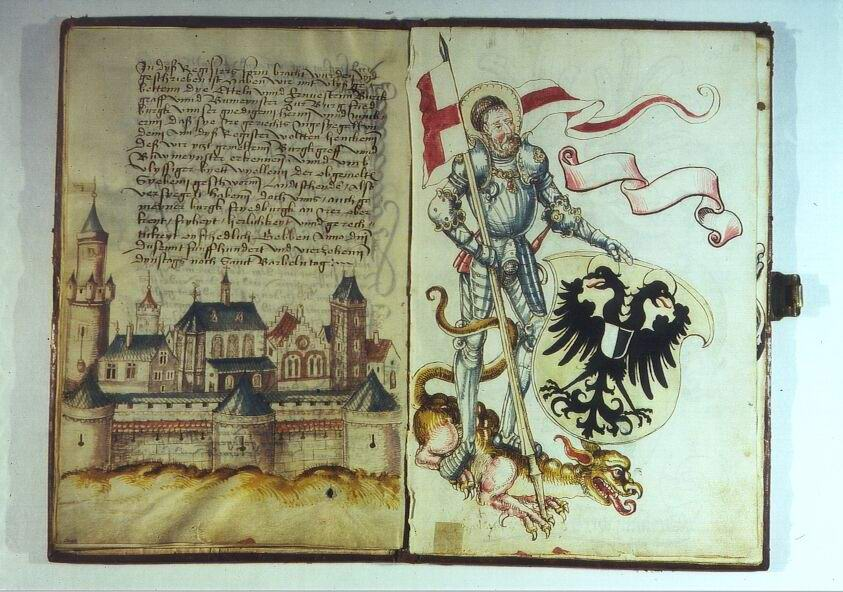
Darstellung der Burg Friedberg und des heiligen Georg als Schutzpatron der Burg im Salbuch des Klosters Naumburg

Die bereits im Interregnum erworbenen Rechte, die weit über das in der Organisation der Reichsburgen Übliche hinausgingen, wurden im 14. und 15. Jahrhundert gefestigt. 1347 unterlag Graf Adolf I. von Nassau-Wiesbaden der Burgmannschaft in einer Fehde. Mit dem Lösegeld wurde der mächtige Adolfsturm als zweiter Bergfried und Wahrzeichen der Burg errichtet. Durch einen 1349 unter Karl IV. verfassten Burgfrieden wurde der Burgmannschaft das Recht, den Burggrafen einzusetzen, eingeräumt, das zuvor dem König oblag.
Während sich die Burggrafschaft mit der Aufnahme in die Reichsmatrikel 1431 auf dem Höhepunkt ihrer Macht befand, setzte in der Stadt bereits seit dem 14. Jahrhundert ein Niedergang ein. Die Friedberger Messen verloren durch die nahe Frankfurter Messe an Bedeutung und wurden eingestellt. Als Ursache werden neben einem Niedergang der Tuchproduktion zwei Stadtbrände von 1383 und 1447, Seuchen und die Abwanderung von Bürgern vermutet. Die wiederholten Auseinandersetzungen mit der Reichsstadt Friedberg konnte die Burggrafschaft im 15. Jahrhundert endgültig für sich entscheiden, weil die Burgmannen es verstanden, die schwache Position der Stadt geschickt auszunutzen. Auf dem Höhepunkt der Krise wurde die Stadt 1454 zahlungsunfähig. Frankfurt kündigte aufgrund der Friedberger Schulden den Geleitschutz auf, den Friedberger Bürger bis dahin auf dem Weg zur Frankfurter Messe in Anspruch nehmen konnten. Dadurch wurde die Wirtschaft der Stadt, besonders die Tuchproduktion, schwer getroffen. Im Februar des folgenden Jahres wurde der Rat abgelöst, wobei der Burggraf und die sechs Burgmannen im Rat verblieben und eine vermittelnde Position einnahmen. Die Schlüssel der Stadt wurden der Burg übergeben, zunächst nur aufgrund der Unruhen, die das Ereignis begleiteten. Doch war der Vorgang nicht nur symbolisch, denn in der Folgezeit vergrößerte sich der Einfluss der Burgmannschaft auf die Stadt erheblich.
1455 erwarb die Burggrafschaft, die sich zunächst abwartend verhalten hatte, erste Teile der Reichspfandschaft, auf deren Basis sie den Rat 1482 zum sogenannten Verherrungsrevers (damit war es der Stadt verboten, ohne Erlaubnis den Herrn zu wechseln, faktisch die Unterwerfung der Stadt) und 1483 zu einer Huldigungsverschreibung (regelte Einzelheiten im Verhältnis der Stadt zur Burg als ihrem Herren) zwingen konnte. Weitere Anteile der zuvor zwischen verschiedenen Parteien geteilten Pfandschaft folgten in den nächsten Jahren. Bereits 1376 hatte die Burggrafschaft erste Rechte im Freigericht Kaichen erworben, deren Landeshoheit sie endgültig 1475 zugesprochen bekam. Ebenfalls 1475 erhielt sie die landesherrliche Stellung in Teilen der Mörler Mark. Hinzu kam ein Anteil an der seit 1405 bestehenden Ganerbschaft Staden um die Burg Staden in der Wetterau.
So gewann anstatt der bisherigen städtischen Steuer- und Justizeinnahmen die Landesherrschaft erheblich an Bedeutung. 1541 kam noch das Münzprivileg in Friedberg hinzu, die Münzen wurden im Namen des jeweiligen Burggrafen herausgegeben.

### Neuzeit

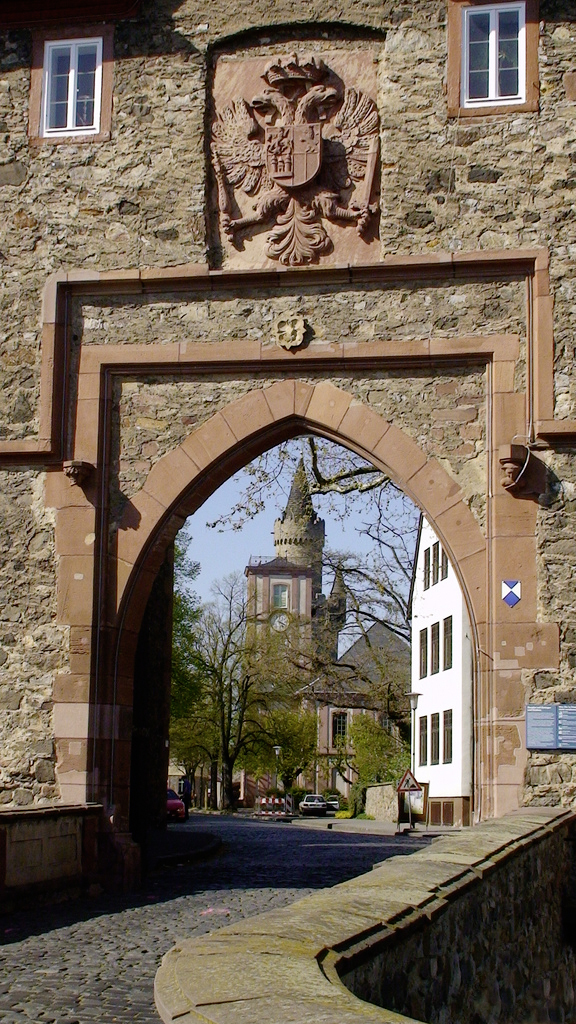
Wappen der Burg Friedberg mit Reichsadler über dem Südtor der Burg

Nach dem Passauer Vertrag wurde 1552 die Reformation in ihrer lutherischen Variante in der Burggrafschaft offiziell eingeführt. Ab 1569 galt eine mit der Reichsstadt Friedberg gemeinsame Kirchenordnung. Allerdings hatte die Burgmannschaft auch weiterhin römisch-katholische Mitglieder, deren Zahl sich im Laufe der Zeit sogar noch mehrte. Nach langen Auseinandersetzungen kam es deshalb 1755 mit Franz Heinrich von Dalberg erstmals wieder zur Wahl eines römisch-katholischen Burggrafen.
Der Niedergang des Niederadels im 17. und 18. Jahrhundert blieb für die Burggrafschaft nicht folgenlos. Das Aussterben und die Verarmung vieler ritterständiger Familien der Region führten dazu, dass die tragenden Säulen der Burgmannschaft (Residenzpflicht, Burghut, Burggericht, Burglehen) verfielen. Die Burg nahm ihre Reichsstandschaft schon im Laufe des 17. Jahrhunderts nicht mehr aktiv wahr. Die Zahl der Burgmannen sank zum Ende des Dreißigjährigen Kriegs auf das geringste Niveau.
Der Einfluss der verbliebenen lokalen Niederadligen wurde in der Folge noch weiter zurückgedrängt. Durch Dienstverpflichtungen bei größeren Landesherren traten Interessenskonflikte auf. Ein großer Teil der Burgmannschaft war inzwischen faktisch vom Einfluss auf die Burgpolitik ausgeschlossen. Durch steigende Bedeutung und die Zahl der Mitglieder war es bereits seit dem 15. Jahrhundert üblich, Regierung und Amtsausübung in die Hand eines kleineren Gremiums, des sogenannten Burgregiments aus zwölf Burgmannen, zu legen. Selbst bei Burggrafenwahlen hatte die gemeine Burgmannschaft gegenüber den vom Regiment vorab ausgewählten Kandidaten kaum mehr als ein Akklamationsrecht. Entsprechend sank die Beteiligung bei Burgkonventen und herrschaftlich-administrativen Anlässen im 18. Jahrhundert auf nahezu Null.
Während die Mitgliedschaft in einer einzigartigen Genossenschaft der Reichsritterschaft in der Neuzeit vorwiegend dem sozialen Prestige des Einzelnen in der Ständegesellschaft diente, wurde die Burggrafschaft durch den Einfluss größerer Landesherren allmählich gelähmt. Die Mainzer Erzbischöfe brachten die Burggrafschaft letztlich auf reichspolitisch-katholisch-kaiserlichen Kurs. In der Mitte des 18. Jahrhunderts wurden die seit der Reformation mehrheitlich protestantischen Burgmannenfamilien aus dem Burggrafenamt und dem Regiment verdrängt. Die Einrichtung des Ordens des heiligen Joseph 1768 verfestigte diese Politik und erhöhte gleichzeitig nochmals das Ansehen der Burgmannschaft, das jedoch in keinem Verhältnis mehr zur tatsächlichen Bedeutung stand.

### Auflösung
Ab dem 17. Jahrhundert wandelte sich die Burg zunehmend zum Herrensitz. Davon zeugen repräsentative Gebäude, etwa das Schloss, zunächst Sitz des Johann Eberhard von Cronberg, dann Burggrafiat, der weitläufige Burggarten und die Burgkirche. Als im 18. Jahrhundert zunehmend ständisch andersartige Anteilseigner in die Burggrafschaft eindrangen, etwa die Landgrafschaft Hessen-Kassel oder durch Kurmainz geförderte römisch-katholische Mitglieder, paralysierte das die hergebrachte genossenschaftliche Struktur und die Burggrafschaft versank in politischer Bedeutungslosigkeit.
Nachdem die Reichsstadt Friedberg bereits am 2. September 1802 von der Landgrafschaft Hessen-Darmstadt besetzt worden war, nahm diese am 10. Dezember 1803 formal auch die Burggrafschaft in Besitz und marschierte am 21. Januar 1804 mit Militär in der Burg ein. Leiter dieser Operation war der später als großherzoglich-hessischer Ministerpräsident amtierende Karl du Thil. Damit waren Fakten geschaffen. Nach dem Tod des Burggrafen Rudolf Waldbott von Bassenheim 1805 kam es zwar noch zur Wahl von Clemens August von Westphalen als Nachfolger. Der inzwischen zum Großherzog avancierte Landgraf Ludewig I. kassierte mit der Rheinbundakte von 1806 die Burggrafschaft aber auch de jure, sagte aber zu, die hoheitlichen Rechte des letzten Burggrafen zu respektieren. Der letzte Burggraf erhielt die Genehmigung, seinen Titel bis zu seinem Tode weiterzuführen und behielt die Einkünfte aus der Burg. Beim Wiener Kongress bemühte er sich nochmals um die Wiederbelebung der Burggrafschaft, musste aber 1817 einem Abtretungsvertrag zustimmen, der ihm nur seinen Titel sowie den Rang eines Standesherren beließ. Er starb 1818 in Frankfurt. 1846 starb mit Sigmund Löw zu Steinfurth der letzte der Burgmannen.
Das Großherzogtum gliederte die Burggrafschaft zunächst als Amt mit der Bezeichnung „Amt Burg-Friedberg“ in seine Verwaltungsstruktur ein. 1821 kam es zu einer Justiz- und Verwaltungsreform, mit der auch die Trennung der Rechtsprechung von der Verwaltung auf unterer Ebene umgesetzt wurde. Die Ämter wurden aufgelöst, ihre Aufgaben hinsichtlich der Verwaltung neu gebildeten Landratsbezirken, die erstinstanzliche Rechtsprechung Landgerichten übertragen. Das „Amt Burg-Friedberg“ wurde aufgelöst, seine Verwaltungstätigkeit übernahm der neu geschaffene Landratsbezirk Butzbach, die von ihm bis dahin ausgeübte Rechtsprechung das Landgericht Friedberg.

## Umfang
Die Burggrafschaft Friedberg umfasste
- die Burg Friedberg, bestehend aus
  - Burg
  - Vorstadt
  - Jägerhaus
- das Freigericht Kaichen

## Verfassung

### Innere Verfassung
Die Burgmannschaft war genossenschaftlich organisiert. Als Führung wählte sie einen Burggrafen und Baumeister. Es gelang dieser Gruppe – trotz entsprechender Versuche – im Mittelalter und zu Beginn der frühen Neuzeit das Eindringen größerer Dynasten zu verhindern. So erhielt Reinhard I. von Hanau als Landvogt der Wetterau um 1275 ein Burglehen. Die Hanauer schieden jedoch 1409 wieder aus dem Verbund aus. Ähnliches ereignete sich auch mit den Herren von Eppstein 1292 und Konrad von Trimberg 1297. Diese, meist durch den König verliehenen Burglehen waren jedoch Ausnahmen, die keinen dauerhaften Einfluss auf die Verfassung der Burgmannschaft hatten. Eine weitere Ausnahme bildete das Burgrecht der Deutschordenskomture aus Sachsenhausen und Marburg. Letzteres war zwar von längerer Dauer, aber für die Verfassung der Burggrafschaft zunächst ebenfalls folgenlos.

#### Burggraf

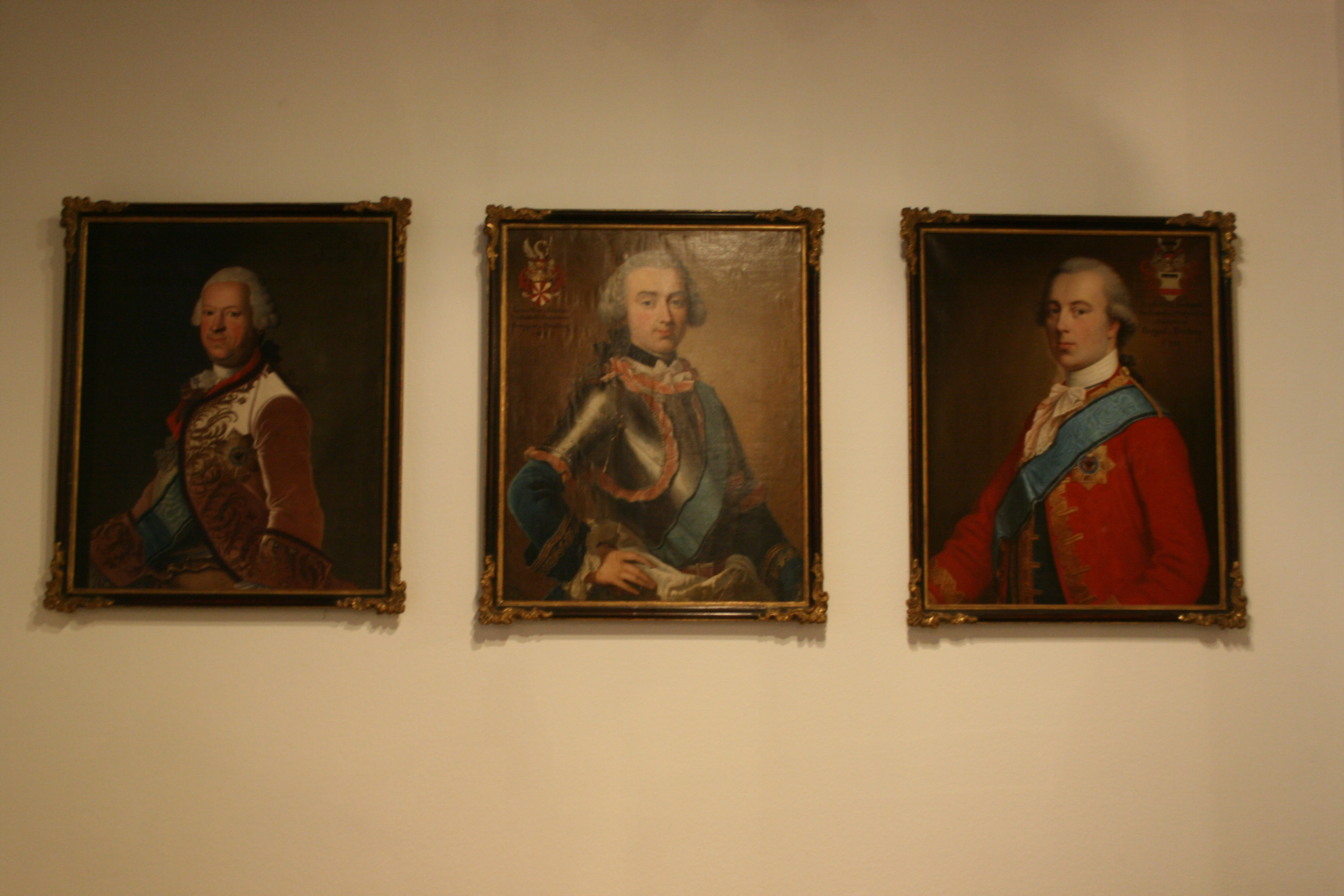
Porträts der drei letzten Friedberger Burggrafen im Wetterau-Museum, v. l. n. r.: Franz Heinrich von Dalberg, Johann Maria Rudolf Reichsgraf Waldbott von Bassenheim, Clemens August von Westphalen

Das Amt des Burggrafen ist bereits in der frühesten Urkunde 1217 genannt und seit dieser Zeit fassbar. Der Burggraf wurde zunächst durch den König eingesetzt, erst ab der Mitte des 14. Jahrhunderts erfolgte eine Wahl auf Lebenszeit, die durch den König bestätigt werden musste. Ein weiterer Unterschied zu den übrigen – meist erblichen – Burggrafschaften im Reich bestand darin, dass die Friedberger Burggrafen aus der Reichsministerialität stammten.
Der Burggraf stand der Burgmannschaft in allen Belangen vor: Er war militärischer Kommandant, oberster Repräsentant und Richter des Burggerichts. Sein Amt erstreckte sich von Anfang an auch auf die Reichsstadt, wo er als oberster Vertreter des Reichsoberhauptes (im 14. Jahrhundert: des Reiches Amtmann) an der Spitze der städtischen Funktionäre stand und – wie in der Burg – oberster Richter war. Wiederholt führte der Burggraf auch Aufträge des Königs außerhalb von Burg und Stadt aus.

#### Baumeister
Fester Bestandteil der Burgverwaltung waren die beiden Baumeister, von denen in späterer Zeit jeweils ein älterer und ein jüngerer belegt ist. Das Amt entstand im Zusammenhang des Wiederaufbaus der Burg, nachdem diese 1275 von der Stadt Friedberg zerstört worden war. Die Bedeutung der Baumeister wuchs mit der Vergrößerung der Verwaltung, sodass sie später vor allem die Wirtschafts- und Finanzverwaltung leiteten. Sie gehörten zu den vornehmeren Burgmitgliedern und wurden in Urkunden häufig zusammen mit den Burggrafen und Regimentsburgmannen genannt. Als Vertreter des Burggrafen und Wirtschaftsverwalter der Burggrafschaft waren sie im 16. Jahrhundert wie der Burggraf verpflichtet, ihren ständigen Wohnsitz innerhalb der Burg zu nehmen.

#### Burgmannen

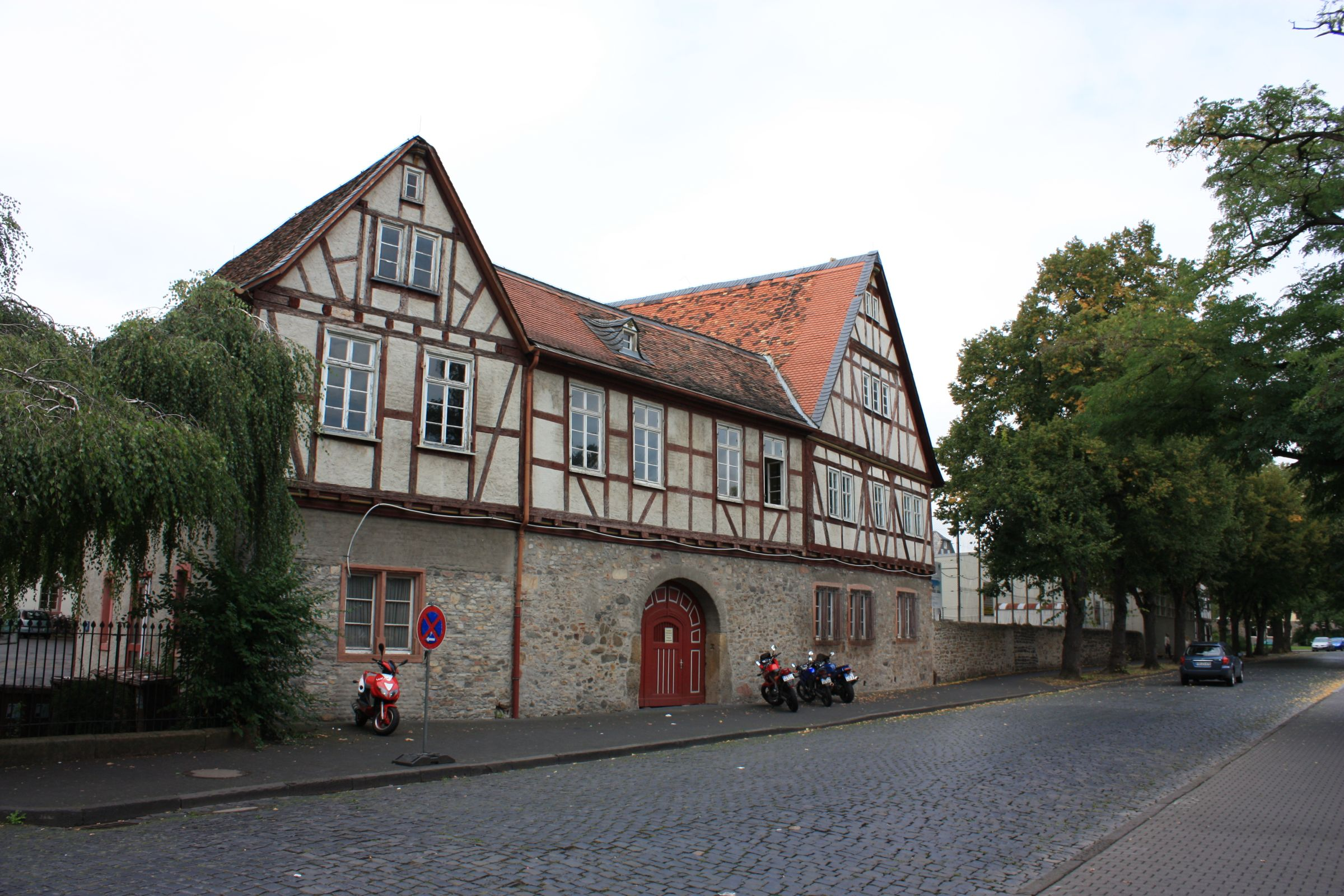
Ehemalige Burgmannenhäuser innerhalb der Burg Friedberg

Im 13. Jahrhundert stellten etwa 35 adelige Familien mit etwa 100 Burgmannen die Burgmannschaft. Der Kreis der Berechtigten und Verpflichteten unterlag durch die Jahrhunderte einer starken Fluktuation, vor allem durch genealogische Zufälle und politische Konstellationen. Erstmals 1478 ist ein sogenanntes Rezeptionsstatut fassbar, das bei der Aufnahme neuer Mitglieder die Standeshomogenität der ritterbürtigen Mitglieder sichern sollte. Der Nachweis der Erbberechtigung eines Burglehens war seitdem nicht mehr zwingend, in einigen Fällen genügte es, eine für die Zeit außerordentlich hohe Gebühr von 100 Gulden zu entrichten.
Bedeutender war der Nachweis der Ebenbürtigkeit durch eine Ahnenprobe, die ebenfalls seit dem Rezeptionsstatut nachweisbar ist. Sie wurde im Lauf der Zeit zur wichtigsten Voraussetzung und entsprechend verfeinert und komplexer. Das Burgregiment beschloss 1652, dass der Stammbaum in Farbe vorgelegt werden musste. 1692 wurde sogar Größe und Beschreibstoff vorgeschrieben. Ab 1712 wurden Atteste von ritterbürtigen Familien verlangt, welche die Abstammung des Bewerbers belegen mussten. In einigen Fällen hatte sie bis zu 32 ritterständische Vorfahren aufzuweisen. In der Praxis beschränkte man sich aber auf den Nachweis über vier Generationen (16 ritterständische Vorfahren).
Ursprünglich wurden die Burgmannen vom König ernannt, später wurde die Funktion vererbt. Im 14. Jahrhundert trat ein Kooptationsrecht der Burgmannschaft hinzu. Der Entzug der Mitgliedschaft war nur möglich, wenn bei der Aufschwörung falsche Angaben gemacht wurden oder der Burgmann gegen den Burgfrieden verstieß. Ausschlüsse waren höchst selten. Möglicherweise kamen ihnen davon Bedrohte in der Praxis durch eine Niederlegung der Mitgliedschaft zuvor.
Zur Erfüllung der Burghut wurden die Ministerialen anfangs vom König mit Dienstgütern ausgestattet, auf die sie aber keinen Rechtsanspruch hatten. Die Wandlung dieser Dienstgüter zu erblichen Burglehen scheint mit der Reichslandpolitik Rudolfs I. in Zusammenhang zu stehen. 1276 wurde erwähnt, dass der König die Burglehensverhältnisse in der Reichsburg Rödelheim nach Friedberger Vorbild eingerichtet hatte. Der Umfang dieser Ausstattungen kann in Friedberg nicht genau festgestellt werden. Es wurden sowohl Geld- und Güterlehen oder beides zusammen vergeben, auch Naturalienlehen zur Versorgung der Burgmannen sind nachweisbar. Die zur Zeit Rudolfs noch üblichen Vergaben an höhere Dynasten und Grafen scheinen besser dotiert gewesen zu sein als die an ehemalige Ministeriale. Später wurden auch Güter in den Friedberger Besitzungen in der Mörler Mark und dem Freigericht Kaichen vergeben.
Die Burgmannen unterlagen ursprünglich einer Residenzpflicht. Um dieser zu genügen, errichteten sie seit dem 14. Jahrhundert innerhalb der Burg Burgmannenhäuser. In späterer Zeit bestand eine persönliche Residenzpflicht nicht mehr und die Aufgaben der Burgmannen wurden oft durch von ihnen eingesetzte und dort residierende Beamte wahrgenommen. Die Burghut wurde im 16. und 17. Jahrhundert durch das Aufkommen von Söldnerheeren überflüssig. Während der Sickingischen Fehde wurde 1523 eine solche angeordnet, zusätzlich aber 100 Knechte angenommen und besoldet. 1535 beschloss das Burgregiment, neben zehn Burgmannen auch sechs bis acht Männer aus dem Freigericht Kaichen zur Verstärkung der Wachen anzufordern. 1546 sollten die Burgmannen persönlich erscheinen, andernfalls zwey von Adel, wo die nicht zu bekommen, sonst zwen glaubhafte Reissige oder Landsknecht in ihrer Rüstung nach Friedberg (...) schicken. Als im Jahr 1657 zur Burghut aufgefordert wurde, hatte sich die Ablösung der persönlichen Burghut durch eine Geldzahlung bereits durchgesetzt, es konnten als Ersatz zwölf Reichstaler für vier Monate gezahlt werden.
Die Burgmannschaft ist bereits in den ersten Urkunden des frühen 13. Jahrhunderts als Genossenschaft fassbar. In ihren Reihen versammelten sich die begüterten Familien des niederen Adels der Region. Im Mittelalter setzten sich diese zunächst aus dem Ritteradel der Wetterau zusammen. Die Zahl der Burgmannen schwankte im Laufe der Zeit stark. Ursprünglich ist eine Zahl von 20 bis 30 anzunehmen. Bis zum Ende des 13. Jahrhunderts dürfte sie auf 40–50 gestiegen sein, sie vermehrte sich parallel zur steigenden Bedeutung der Burggrafschaft weiter bis auf etwa 100 Anfang des 14. Jahrhunderts. 1400 gab es 99 Burgleute aus 49 verschiedenen Familien, so dass einige Familien gleichzeitig mehr als zwei Burgmannen stellten. Im 16. Jahrhundert waren etwa 50 die Regel, bis die Zahl in der Mitte des 17. Jahrhunderts einen Tiefpunkt mit nur 19 Burgmannen erreichte. Durch die Aufnahme neuer Mitglieder, vor allem aus römisch-katholischen Familien, wuchs sie erneut und erreichte 1783 einen Höchststand von 113. Zwischen 1473 und 1806 können 230 Familien identifiziert werden, die Burgmannen stellten.
Von den anfänglich an der Burgmannschaft beteiligten Familien waren am Ende des alten Reiches 1806 nur noch drei Familien verblieben: Die Löw von Steinfurth, die Dalberg und die Schenck zu Schweinsberg.

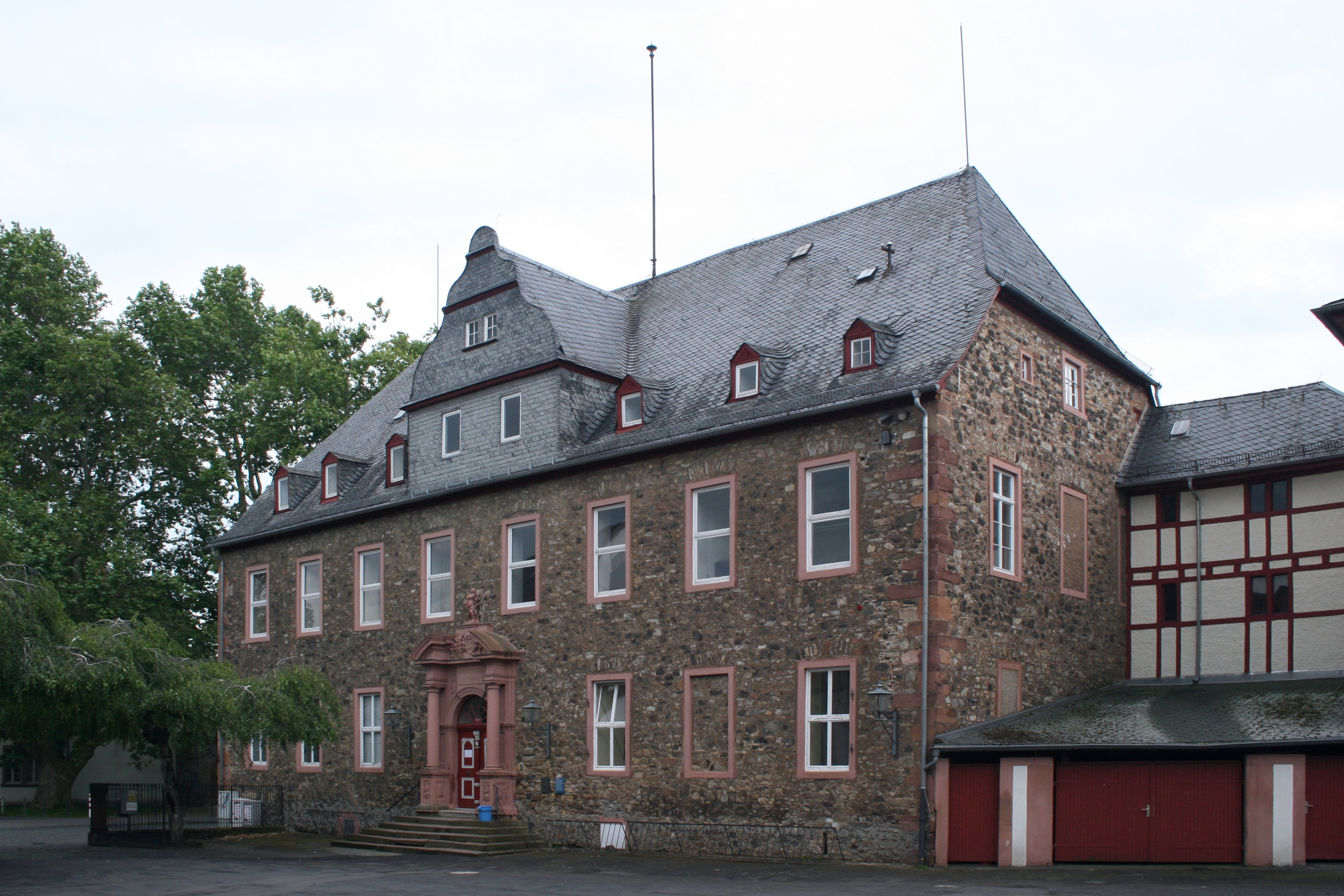
Kanzleigebäude in der Burg Friedberg, erbaut 1512, 1705 umgebaut. Im Gebäude befand sich lange der Sitz der Mittelrheinischen Reichsritterschaft, heute ist es Teil des Burggymnasiums.

#### Burgregiment
Durch die steigende Anzahl an Burgmannen war es im 14. Jahrhundert notwendig geworden, die Verwaltung in die Hand eines kleineren, handlungsfähigeren Gremiums zu legen. Ein aus zwölf Burgmannen gebildeter Ausschuss wird erstmals 1401 erwähnt. Dieser verfestigte sich zum Burgregiment, das erstmals 1467 erwähnt wird. Dazu gehörte anfangs neben dem Baumeister und fünf in den Rat der Reichsstadt Friedberg abgeordneten Burgmannen auch der Burggraf, später nahm er eine Sonderrolle ein.
In der Verantwortung des Burgregiments lag die Verwaltung der Burg und ihres Territoriums. Darüber hinaus war der Zwölfer-Ausschuss deckungsgleich mit dem Burggericht unter dem Vorsitz des Burggrafen. Spätestens seit 1491 musste der Burggraf zwar von der gesamten Burgmannschaft gewählt werden, zuvor jedoch Regimentsburgmann gewesen sein. Zusammen mit der Wahl der beiden Baumeister aus ihrer Mitte konzentrierte sich die Organisation der Reichsburg in den Händen des Regiments. Die Regimentsburgmannen mussten ihren Sitz in der Umgebung Friedbergs haben, sodass sie bei Entscheidungsbedarf schnell verfügbar waren und einfacher einberufen werden konnten als die Gesamtversammlung aller Burgmannen, Burgverbot, auch Burgkonvent genannt.

#### Recht
In der Burggrafschaft Friedberg galt ein besonderes Partikularrecht, die Friedberger Polizeiordnung. 1679 wurde sie erneuert und gedruckt. Damit ist sie zum ersten Mal schriftlich fassbar. Sie behandelte überwiegend Polizei-, Verwaltungs- und Polizei- und Ordnungsrecht. Insofern blieb für den weiten Bereich des Zivilrechts das Solmser Landrecht die Hauptrechtsquelle. Das Gemeine Recht galt darüber hinaus, wenn all diese Regelungen für einen Sachverhalt keine Bestimmungen enthielten. Diese Rechtslage blieb auch im 19. Jahrhundert geltendes Recht, nachdem die Burggrafschaft an das Großherzogtum Hessen übergegangen war. Erst das Bürgerliche Gesetzbuch vom 1. Januar 1900, das einheitlich im ganzen Deutschen Reich galt, setzte dieses alte Partikularrecht außer Kraft.

### Äußere Verfassung

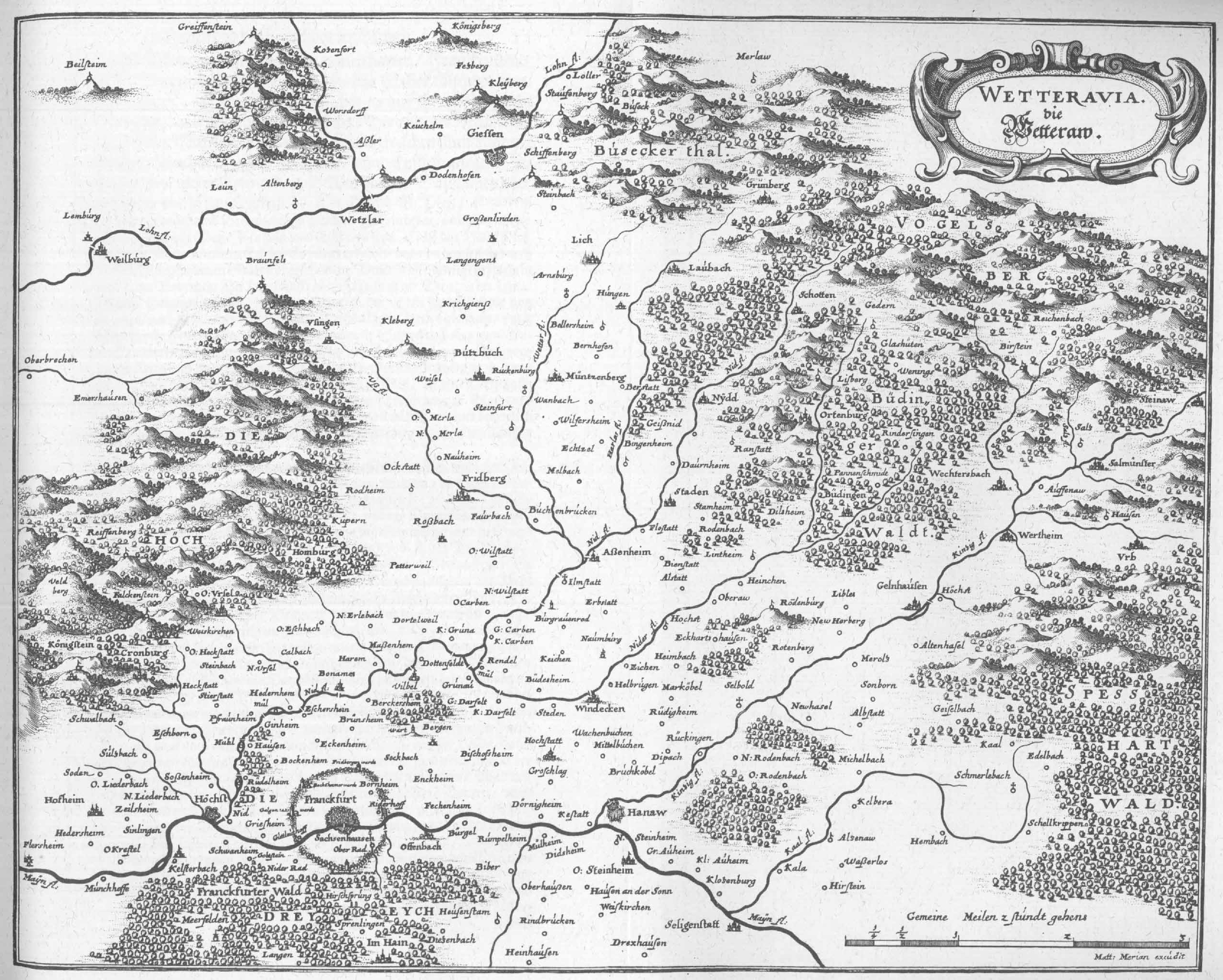
Die Wetterau in der Topographia Hassiae et regionum vicinarum

#### Verhältnis zum Reich
Die staatsrechtliche Stellung der Burgmannschaft im Reich bildete eine Ausnahme im Reichsverfassungsgefüge. Dies resultierte aus ihren im 13. Jahrhundert entstandenen Privilegien und ihrer unmittelbaren Rechtsbindung an das Reichsoberhaupt. Formal wurde die Burggrafschaft 1431 auf dem Nürnberger Reichstag mit der Aufnahme in die Reichsmatrikel reichsunmittelbar. Sie hatte für den Hussitenkrieg 30 Gleven zu stellen, vergleichbar mit dem Kontingent der Herzöge von Mecklenburg oder des Bischofs von Speyer.
Die Burgmannschaft versuchte schon bald, sich aus diesen Verpflichtungen zu lösen, denn außer den Kosten zur Ausrüstung der Truppen für die Reichsanschläge waren für die Inanspruchnahme einer doppelten Rechtsposition als Reichsstand und Glied der Reichsritterschaft auch die Steuerbelastungen doppelt; zudem fielen seit der Einteilung in Reichskreise Kontributionen an. Die Burgmannschaft berief sich auf das Reichsheerfahrtprivileg von 1252 und versuchte schon im 16. Jahrhundert, auf die Wahrnehmung der Reichsstandschaft zu verzichten.
Von Seiten des Reiches wurde diese Rechtsposition nur zögerlich anerkannt. Einzelne Kaiser nahmen die Burgmannschaft von der Reichssteuer aus, ohne dass dies von ihren Nachfolgern bestätigt wurde. So wurde die Burg Friedberg bis 1662 immer wieder zu Reichstagen eingeladen. Seit 1564 leistete sie der Einladung keine Folge mehr; davor sind allerdings zahlreiche Reisen von Abgesandten nachweisbar. Sie hatte über ihren genossenschaftlichen Verbund Anteil an der Kuriatsstimme des Wetterauer Grafenvereins im Reichsfürstenrat des Reichstags. Die Auseinandersetzungen endeten 1577, als Rudolf II. die Burg endgültig von der Reichs- und Kreissteuer befreite und ihren Status als Teil der Reichsritterschaft bestätigte. In der folgenden Zeit wurde die Wiederaufnahme intern verschiedentlich diskutiert, ohne dass es bis zur Auflösung des Reichs zu ernsthaften Initiativen gekommen wäre.
Es blieb der Burg ihre einzigartige, herausgehobene Stellung innerhalb der Reichsritterschaft als Sitz und Mittelpunkt des Ritterkantons Mittelrhein, den bis 1729 der Friedberger Burggraf führte. Auch die Mitglieder des Kantons rekrutierten sich zu großen Teilen aus der Burgmannschaft. Erst seit 1729, endgültig 1764, wurden beide Korporationen voneinander abgegrenzt.

#### Verhältnis zur Reichsstadt Friedberg
Das Territorium der Burggrafschaft Friedberg umfasste zunächst die Burg Friedberg, die auch gegenüber der Stadt Friedberg eine eigene rechtliche Einheit und später ein gesondertes Territorium bildete. Bereits seit ihrer Gründung besaß die Burg einen machtpolitischen Vorrang vor der Reichsstadt. Urkundlich trat der Burggraf schon im 13. Jahrhundert an Stelle des kaiserlichen Schultheißen in Erscheinung. Später urkundende städtische Schultheiße waren stets dem Burggrafen nachgeordnet. Der Burggraf war also nicht nur kaiserlicher Beamter und Kommandant der Burg, er stand auch städtischen Gerichten vor.
Parallel zur Funktion des Burggrafen als Schultheiß gelang es der Burg im späten Mittelalter, ihre Vorrangposition vor der Reichsstadt allmählich zu einer faktischen Herrschaft zu erweitern. Seit 1306 entsandte die Burg auf Anordnung König Albrechts I. sechs Burgmannen in den Rat der Stadt, die sogenannten Adeligen Sechser. Dies sicherte zukünftig der Burg einen erheblichen Einfluss auf die Politik der Stadt. Theoretisch hatten die Sechser dem König über Unrecht in der Stadt, besonders Gerichtssachen, Marktgerechtigkeit und allgemeines städtisches Leben zu berichten. Faktisch hatte der Rat der Stadt damit aber seinen Status einer bürgerlichen Institution verloren und jede Maßnahme städtischer Politik fand nun unter Beobachtung oder Mitwirkung der Burg statt. Im 14. und 15. Jahrhundert erwuchsen daraus erneut Streitigkeiten, als die städtischen Räte verschiedentlich versuchten, den Einfluss der Sechser zurückzudrängen. Mit der finanziellen und politischen Krise der Reichsstadt im 15. Jahrhundert und dem Erwerb der seit 1349 bestehenden Pfandschaften über die Stadt aus den Händen verschiedener Territorialherren (darunter der Erzbischof von Mainz und die Herren von Eppstein) geriet Friedberg vollends in die Abhängigkeit der Burg, so dass die Bürger am Ende des 15. Jahrhunderts dem jeweils amtierenden Burggrafen huldigen mussten.

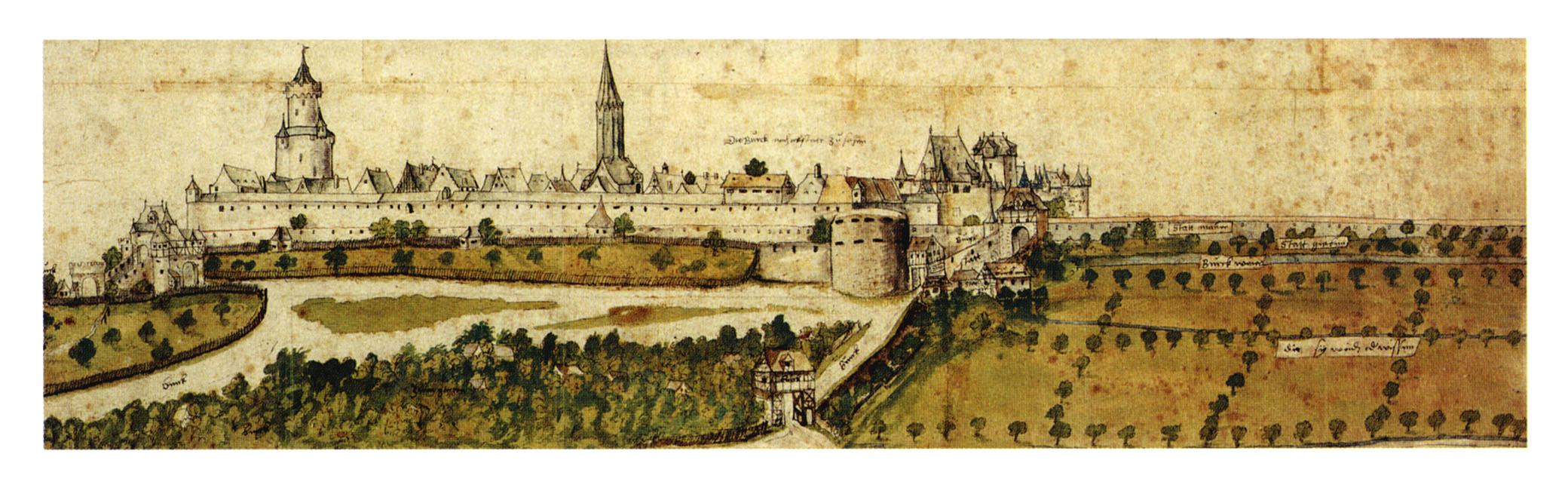
Westansicht der dicht bebauten Burg Friedberg mit der Vorstadt Zum Garten in der frühen Neuzeit (Aquarell von Hans Döring, 1553)

#### Herrschaft und Rechte in der Wetterau
Die Burggrafschaft besaß seit ihrer Gründung eine Vielzahl unterschiedlicher Rechte und Güter, die ursprünglich zur Versorgung der Reichsburg dienten. Seit dem 15. Jahrhundert gelang es der Burg, diese Rechte zu einer eigenen Landesherrschaft in der Wetterau zu erweitern. Zur ursprünglichen staufischen Ausstattung zählten insbesondere Jagd-, Wald-, Holz- und Fischereirechte in der Umgebung der Burg. Zwischen Dorheim und Ossenheim im Osten Friedbergs besaß die Burg seit ihrer Gründung einen Wiesenbezirk von etwa 60 Hektar zur Versorgung der Pferde. Um die Markwiesen kam es in späterer Zeit wiederholt zu Auseinandersetzungen mit den Grafen von Solms, zu deren Territorialherrschaft die beiden angrenzenden Orte gehörten.
Die sogenannte Mörler Mark nordwestlich der Stadt wurde in Teilen als Dienstgut an einzelne Burgmannen vergeben und kam nie vollständig in den Besitz der Burg. Bedeutend für die Versorgung der Burg waren die dortigen Holz- und anderweitigen Nutzungsrechte. Die Friedberger Vorstadt Zum Garten unterstand der Burg unmittelbar. Die dortigen Beisassen waren zu Hand- und Spanndiensten verpflichtet. Sie leisteten im 14. Jahrhundert einen bedeutenden Beitrag zum Bau und zur Unterhaltung der Burg. Im 15. Jahrhundert ging die Bevölkerungszahl der Vorstadt aber wie in allen Friedberger Vorstädten stark zurück. 1455 gelang es der Burg schließlich, die Pfandschaft über die gesamte Reichsstadt Friedberg zu erwerben.
Die Burggrafschaft kaufte 1405 einen Anteil an der Ganerbschaft Staden um die Burg Staden, anfangs bestehend aus vier Teilen und 19 Teilhabern, die sich im Laufe der Zeit stark reduzierten, weil beim Aussterben einer Familie in männlicher Linie der Besitz an die Ganerbschaft insgesamt zurückfiel. 1806 war die Ganerbschaft auf drei Teilhaber zusammengeschmolzen: Burg Friedberg 12/57, Grafschaft Isenburg 13/57 und die Freiherren Löw von Steinfurth mit 32/57. Zur Ganerbschaft gehörten die Orte Ober-Florstadt, Nieder-Florstadt und Stammheim, der zugehörige Gerichtsbezirk umfasste noch weitere Orte.
1475 gelangte die Burg Friedberg endgültig in den Besitz des Freigerichts Kaichen, in dem einzelne Burgmannen schon Jahrhunderte zuvor Dienstgüter besaßen. Zu diesem Freigericht gehörten 18 Orte und vier Wüstungen. Mit der Rechtsprechung waren Gefälle verbunden. In einem Urteilsspruch von 1293 erschienen unter den Zeugen fast ausschließlich Burgmannen, die auch die Mehrheit der Lehnsherren im Freigericht bildeten. Vermutlich hatten sie diese Dienstgüter im 12. Jahrhundert aus dem Reichsbesitz der Grafschaft Malstatt nach dem Aussterben der Grafen von Nürings erhalten. Ein Schutzverhältnis zwischen Freigericht und Burg schloss aber zunächst das direkte Erheben von Abgaben durch die Burggrafschaft aus.
Versuche der Burggrafschaft im 14. Jahrhundert, das Freigericht Kaichen völlig an die Burg zu binden, stießen auf energischen Widerstand anderer Lehnsherren. Dazu zählten mehrere Frankfurter Bürger sowie die Herren bzw. Grafen von Hanau, Isenburg und Eppstein. Zunächst entbrannte der Streit mit den Frankfurtern an deren Präsenzpflicht zu Gerichtstagen. Sie beriefen sich auf ihr Privileg, nicht vor fremden Gerichten außerhalb der Reichsstadt beklagt zu werden. Der zunehmende Einfluss der Burggrafschaft, die durch ihre Burgmannen immer mehr Dörfer in Abhängigkeit brachte, konnte auch durch das Einschalten König Sigismunds nicht verhindert werden. Er verbot 1431 erneut die Besteuerung durch die Burg. Kaiser Friedrich III. erkannte in drei Privilegien schließlich die Oberhoheit der Burggrafschaft über das Freigericht an. 1467 bestätigte er der Burg den Besitz einschließlich Steuerhoheit und Einfluss auf die Gerichtsverfassung. Ein zweites Privileg von 1474 bestätigte die Wahl des Obergrefen des Freigerichts durch die Burgmannen und erlaubte die Wahl des Burggrafen zum Obergrefen. Das dritte Privileg von 1475 fasste alle Rechte zusammen und bestätigte das Freigericht als Territorium der Burggrafschaft.

### Adelsgesellschaften in der Burg Friedberg

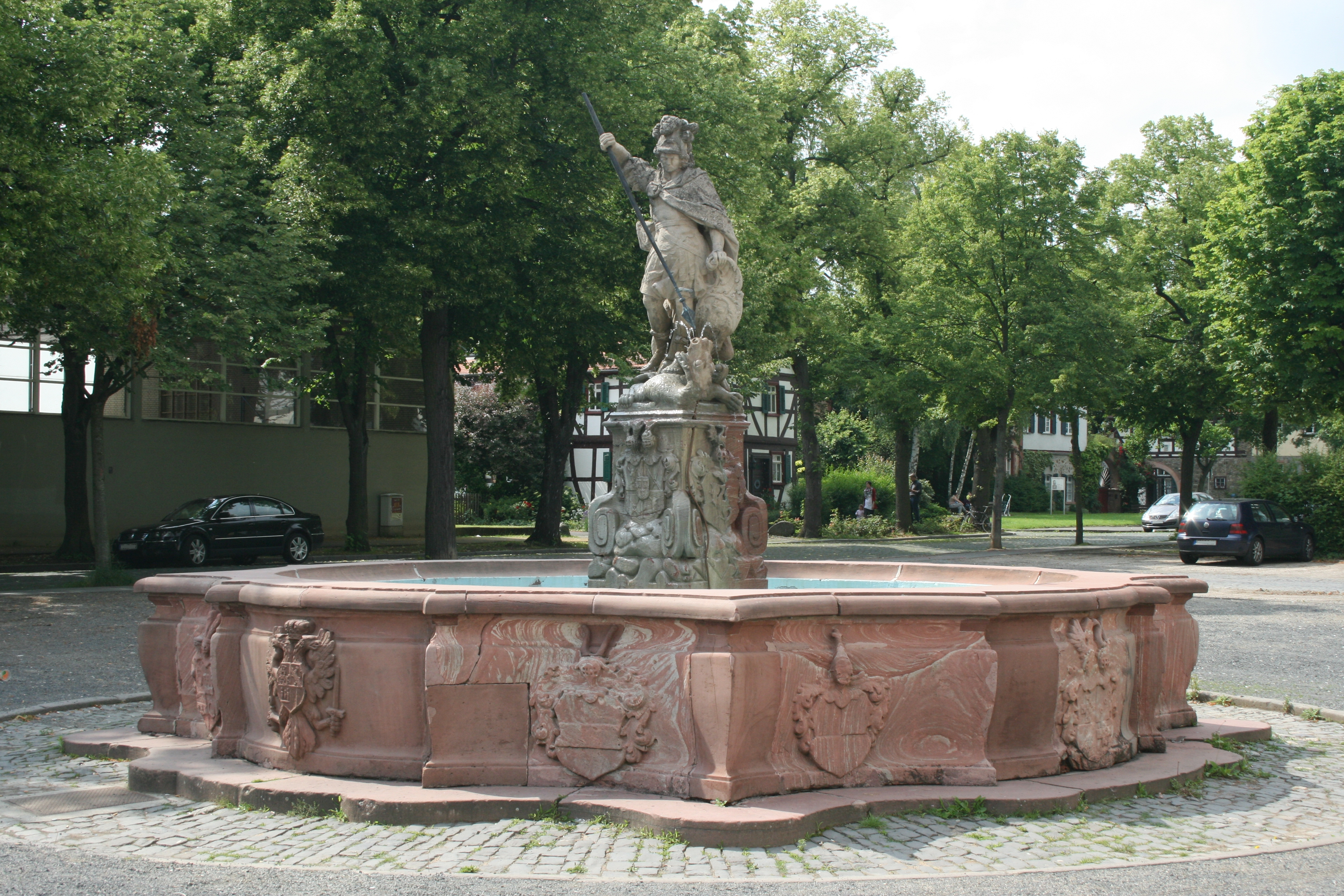
St.-Georgs-Brunnen in der Burg Friedberg (erbaut 1738, Baumeister Johann Philipp Wörrishöfer). Am Sockel sind die Wappen des Burggrafen Herrmann Friedrich Freiherr Riedesel zu Eisenbach (links) und Burgbaumeister Freiherr von Breidbach-Bürresheim (rechts) zu erkennen. Nicht im Bild das Wappen des anderen Burgbaumeisters Groschlag von Dieburg, auf der Brunnenschale das Burgwappen und die Einzelfelder mit Wappen der zehn Regimentsburgmannen. Bildhauer war Burkard Zamels

Aus dem späten Mittelalter sind in der Friedberger Burg zwei Adelsgesellschaften bekannt, die Gesellschaft der Grünen Minne (1365) und die Gesellschaft vom Mond (mane, 1371). Beide existierten offenbar gleichzeitig und bestanden aus Ganerben der Burg Friedberg. Über die Grüne Minne liegen vier Urkunden vor, über die Gesellschaft vom Mond nur zwei, jedoch drei weitere, die ihren Altar erwähnen. Geistliches Zentrum waren Altäre der Gesellschaften in der Burgkirche, Abzeichen sind nicht bekannt. Sie hörten offenbar 1387 auf zu existieren, als es zu einer Neuordnung des Gottesdienstes in der Burgkirche kam. Danach wurden noch die Altäre genannt, jedoch nicht mehr die Gesellschaften selbst. Die Mitglieder wurden in eine neue Gesellschaft aufgenommen.

#### Bruderschaft vom heiligen Georg
Mehr Informationen liegen seit 1492 über die Fraternitas equestris S. Georgii vor. Hauptquelle ist ein Bestätigungsschreiben des Mainzer Erzbischofs Berthold von Henneberg, das wichtige Bestimmungen und Statuten der Bruderschaft enthält. Die Gründung muss deshalb vor dem 26. März 1492 (Datum des Schreibens) erfolgt sein. Mitglieder waren die Ganerben der Reichsburg, darunter der Burggraf, rectores sowie Ritter und ritterbürtige Personen. Ein Anlass zur Gründung ist nicht ersichtlich. Erwähnt wurde, dass sie zum Lobe Gottes, Mariens, der Heiligen Antonius und Georg sowie zum Seelenheil ihrer Mitglieder gegründet worden sei.
Eine vorrangige Tätigkeit der Bruderschaft bestand in der Verehrung einer Fronleichnamsreliquie, wie es auch für die Gesellschaft vom Mond belegt ist. Jährlich am Montag nach Fronleichnam hielten die Mitglieder Messen in der Burgkirche, an die sich eine Prozession mit mindestens zehn Priestern anschloss, von denen einer die Fronleichnamsreliquie tragen sollte. An bestimmten Tagen hatten die Mitglieder eine silberne oder vergoldete Halskette mit dem Bild des Heiligen Georg zu tragen. Im Salbuch des Klosters Naumburg erscheint der Heilige als Schutzpatron der Burg. Die mittelalterliche, 1783 abgebrochene Burgkirche war dem heiligen Georg geweiht. Eine Sandsteinfigur zierte jahrhundertelang den St. Georgsbrunnen in der Burg. Die aufwändige Verzierung des Brunnens mit den Wappen des Burggrafen, der beiden Baumeister, dem Burgwappen und den Wappen der zehn Regimentsburgmannen zeugt von der Regierungsorganisation der Burg.

#### Orden des heiligen Joseph
Kaiser Josef II. gründete 1768 einen Orden des heiligen Joseph für die Burgmannen von Friedberg. Der regierende römische Kaiser war Großmeister, der Burggraf Großprior, die Baumeister und Regimentsburgmannen waren Kommandeure und die Burgmannen Ritter des Ordens.